# Pseudodiadema
Pseudodiadema is een geslacht van zee-egels uit de familie Pseudodiadematidae.

## Soorten
- Pseudodiadema amellagense Lambert, 1937 †
- Pseudodiadema elevatus Whitney & Kellum, 1966 †
- Pseudodiadema grangeri Maury, 1936 †
- Pseudodiadema kselensis Devries, 1956 †
- Pseudodiadema renzi Jeannet, 1928 †
- Pseudodiadema silbinense Stefanini, 1923 †
- Pseudodiadema whitneyi Ikins, 1940 †